# VisitEngland
VisitEngland, un organismo público perteneciente al Department for Culture, Media and Sport (DCMS), el ministerio británico para la cultura, los medios de comunicación y deportes, es la oficina oficial de turismo de Inglaterra. Hasta 1999 era conocido como el English Tourist Board y de 1999 a 2009 como el English Tourism Council. 